# إذاعة قالمة
إذاعة قالمة هي إذاعة محلية بولاية قالمة الجزائرية تبث برامجها باللغة العربية على موجة أف أم 106.50 و 97.60. بدأت بثها بتاريخ 27 ديسمبر 2008.

## وصلات خارجية
- قائمة الإذاعات المحلية بالجزائر
- شبكة الإذاعات الجهوية

قالب:إذاعات جزائرية